# Hundrede Blomster-kampagnen
Hundrede Blomster-kampagnen (forenklet kinesisk: 百花运动; traditionel kinesisk: 百花運動; pinyin: bǎi huā yùndòng, Lad hundrede blomster blomstre) var en kortvarig kampagne i Folkerepublikken Kinas historie fra 1956 til 1957. Det begyndte med, at Det kinesiske kommunistpartis lederskab tillod og opfordrede til, at befolkningen fremsatte alternative synsmåder og ytrede kritik af samfundsproblemer. Mange fulgte opfordringen, men efter kort tid slog lederne ned på dem, som var stået frem med kritik af kommunismen i sin maoistiske form.

## Baggrund
Efter at Folkerepublikken Kina var grundlagt i 1949, var det, som skulle blive til Hundrede blomster-kampagnen en mindre kampagne begrænset til lokale bureaukratier for ikke-kommunistiske embedsfolk for at få dem til at give udtryk for deres syn på politiske virkemidler og eksisterende problemer over for det centrale bureaukrati. Statsminister Zhou Enlai var den første leder af denne kampagne.
Til trods for Zhou Enlais og andre ledende embedsfolk i bureaukratiets ihærdige indsats mislykkedes denne kampagne. Ingen vovede åbent at tale om problemerne.
Under en konference i det kommunistiske politbureau i 1956 gik Zhou Enlai ind for en bredere anlagt kampagne, denne gang for hele den kinesiske intelligentsia som kunne give udtryk for sin kritik af regeringen. Kommunstpartiets formand Mao Zedong støttede forslaget.
I en af sine taler i 1956 sagde Zhou: "Regeringen har brug for folkets kritik"... "Uden denne kritik af regeringen vil den ikke være i stand til at fungere som 'Folkets demokratiske diktatur'. Således går grundlaget for sund regering tabt ... Vi må lære af gamle fejlgreb, vi må lytte til al slags sund kritik og gøre hvad, vi kan, for at møde kritikken."

## De Hundrede Blomster
I sommeren 1956 havde Mao fattet interesse for tanken og var begyndt at sikre sig den ledende rolle i udgangspunktet var Zhou Enlais projekt. Den oprindelige plan var at lade de intellektuelle diskutere landets problemer for at fremme nye kunstneriske udtryk og nye kulturelle institutioner. Men Mao så projektet som en måde at fremme socialismen på. Mao mente, at socialismen var den eneste "sande" tænkemåde, og at det ville blive åbenbart også for ikke-kommunistiske kinesere, at den var kapitalismen overlegen, hvis blot man fik gennemdiskuteret det. I en senere tale af Mao Om den rigtige behandlingen af modsigelser i folket den 27. februar 1957 gav Mao kampagnen helhjertet støtte. Således begyndte Hundrede Blomster-bevægelsen.
Navnet kom fra et digt: 百花齐放，百家争鸣 (Pinyin Bài Huā Qífàng, Bǎi Jiā Zhēngmíng, "Lad hundrede blomster blomstre, lad hundrede skoleretninger kappes med hinanden"). Mao brugte dette citat for at tilkendegive, hvad han forventede fra de intellektuelle.
Kampagnen begyndte sent i efteråret 1956. Til at begynde med blev ingen kritik rettet direkte mod centralregeringen, skønt der var en betydelig stigning af råd, som gik i konservativ retning. Statsminister Zhou modtog nogen af disse breve og opfattede, at kampagnen ikke havde den ønskede fremdrift. Zhou tog senere dette op med Mao og mente, at der var behov for en mere opildende opmuntring fra det centrale byreaukrati for at få de intellektuelle til at blive friere i sin kritik.
I foråret 1957 sagde Mao, at kritikken var nødvendig og begyndte at kritisere dem, som havde "svigtet" ved ikke at indsende nogen sund kritik til regeringen. Mange intellektuelle havde fornemmet, at det var en slags fælde, men gav til sidst efter og gav uforblommet udtryk for grundlæggende kritik af partiets styremåde. Fra 1. juni til 17. juli 1957 strømmede det ind med mange millioner breve med kritik.
Mange af brevene var i strid med det, Mao mente var "sund" kritik. Mao mente, at kritikken nu nåede op til et skadeligt og ukontrollerbart niveau. Mange breve havde opfordret regeringen til at "styre demokratisk" og "åbne sig". Zhou var en stund tilsyneladende villig til at gå ind på kritikernes synspunkter, men Mao ville ikke. For ham var denne "skadelige" kritik et angreb på hans eget lederskab. Mao betragtede mange af brevene som absurde. Det gjaldt for eksempel forslag, som at "kommunistpartiet burde afgive sin magt", om at "de intellektuelle bliver udsat for en tortur ved at tvinges til at leve i et kommunistisk land", at "landet bør deles op, og hver landsdel burde have sit eget politiske parti", og at "der burde være flere partier, som regerede landet på skift i fireårsperioder".
I juli 1957 afblæste Mao kampagnen, og der var intet, Zhou kunne gøre for at forhindre det. Maos tidligere tale Om den rigtige behandling af modsigelser i folket, som ikke var blevet offentliggjort, blev omskrevet så meningen blev en anden, og blev så senere udgivet i sin nye form med brod mod kritikerne.
Mange gik ud fra, at Mao havde forestillet sig hvordan, det ville gå med kampagnen fra første stund, og at han gik ind for den egentlig kun i den hensigt at skaffe sig et overblik over hvor, oppositionen sad, så han kunne slå den ned.

## Efter kampagnen
Efter kampagnen officielt var ovre, begyndte Maos voksende had mod de intellektuelle at komme til udtryk. Nu fulgte en forstærket udgave af den "antihøjre-bevægelse", som han havde startet fem år før, men nu styret af Maos overbevisning om, at de intellektuelle var roden til alle landets vanskeligheder. Mao beordrede de "kontrarevolutionære" arresteret, og mange fik hårde straffe. Tortur og dødsstraf uden dom var blandt virkemidlerne. Endvidere skønnes det, at et sted mellem 300.000 - 700.000 kompetente personer blev fjernet fra deres arbejde og stemplet som "højreorienterede".
De tendenser, som kom så tydeligt til udtryk under denne proces, skulle gøre sig om muligt endnu stærkere gældende under kulturrevolutionen, som begyndte knapt ti år senere.

## Følger
Undertrykkelsen af de hundrede blomsters åbne kritik satte sit præg på Det kinesiske kommmunistpartis arbejdsmåde i lang tid frem over. Det antages, at antallet af intellektuelle, som blev dræbt eller døde i fangenskab, nået millioner.